# 切尔塔拉
切尔塔拉（Cherthala），是印度喀拉拉邦Alappuzha县的一个城镇。总人口45102（2001年）。

## 人口
该地2001年总人口45102人，其中男性21917人，女性23185人；0—6岁人口4209人，其中男2235人，女1974人；识字率86.31%，其中男性为88.19%，女性为84.53%。